# American Society of Papyrologists
Die American Society of Papyrologists (abgekürzt: ASP) ist eine 1961 im Hinblick auf Nordamerika von Charles Bradford Welles gegründete, jedoch bald internationale Vereinigung von Papyrologen. Wahlspruch ist – wie der der verwandten, 1931 begründeten Association Internationale de Papyrologues – die amicitia papyrologorum („Freundschaft der Papyrologen“). Zweck ist die Förderung der Zusammenarbeit insbesondere der nordamerikanischen Papyrologen auf allen Gebieten der Papyrologie in all ihrer Verschiedenheit, sei sie chronologisch, geographisch oder sprachlich. Präsident ist gegenwärtig Todd Hickey (University of California, Berkeley).
Die ASP gibt seit 1963 das Bulletin of the American Society of Papyrologists (abgekürzt: BASP) heraus, die einzige papyrologische Zeitschrift in Nordamerika, und drei Reihen von Monographien: die American Studies in Papyrology; eine Reihe von Nachdrucken, die Classics in Papyrology; und gelegentlich Supplements to BASP.